# Стричек, Алексей
Алексе́й Стри́чек (при рождении — Алоис Стричек, словац. Alois Striček; 21 июня 1916, селе Чьерне, Австро-Венгрия — 8 августа 2013, Франшвилль) — грекокатолический священник из ордена иезуитов, учёный-русист, видный деятель Католической церкви в России, участник Русского апостолата в Зарубежье, деятель Движения Сопротивления в Бельгии.

## Биография
Алоис Стричек родился 21 июня 1916 года в селе Чьерне (Австро-Венгерская империя, ныне Словакия) на границе с Польшей. Учился в гимназиях в Трнаве и Нитре, с юношеских лет задумывался о священническом призвании.
На последнем курсе гимназии священник прочёл учащимся письмо-послание папы Пия XI, где он сообщал об открытии в Риме коллегии Руссикум, которая должна была готовить священников для служения в России. В 18 лет Стричек переехал в Рим и стал одним из первых семинаристов Руссикума. Параллельно с обучением в Руссикуме Стричек учился на философском факультете Григорианского университета. За годы обучения Стричек в совершенстве овладел русским языком, увлёкся русской культурой и литературой.
Руссикумом заведовали иезуиты, чья деятельность очень импонировала Стричеку. Через два года учёбы Стричек вступил в Общество Иисуса, взяв себе монашеское имя Алексей.
После окончания Руссикума был рукоположен в священники восточного обряда, работал воспитателем в интернате св. Георгия для детей русских эмигрантов в Намюре (Бельгия). Во время Второй мировой войны был членом партизанского отряда «За Родину», который сформировали в Бельгии бывшие советские военнопленные, Стричек исполнял в отряде обязанности переводчика и связного. За антифашистскую деятельность был впоследствии награждён орденом Леопольда II.
После окончания войны мечтал уехать в СССР, однако руководство ордена не разрешило ему это сделать. Стричек жил в парижском пригороде Мёдон, где проживало большое количество русских эмигрантов, был воспитателем в Интернате святого Георгия, занимался научной деятельностью и преподавал русский язык в Политехнической школе Парижа. Защитил докторскую диссертацию в Сорбонне по творчеству Д. И. Фонвизина, став автором самой полной биографии русского писателя.
В начале 1960-х опубликовал книгу об ударениях в русском языке, после чего он получил возможность приехать в СССР, где организовал богословский кружок, который однако вскоре был закрыт КГБ, а сам отец Алексей был вынужден вернуться во Францию и стал персоной нон грата в СССР.
Лишь после распада СССР в возрасте 77 лет Стричек сумел реализовать мечту своей жизни и переехать на служение в Россию. С 1993 по 2011 год он служил приходским священником в нескольких приходах Преображенской епархии с центром в Новосибирске, а также на протяжении многих лет преподавал латинский язык и историю Церкви в новосибирской предсеминарии. В 2011 году в связи со старческой немощью подал в отставку и вернулся во Францию, где проживал в иезуитском доме для престарелых монахов и священников.
Скончался 8 августа 2013 года в иезуитском доме во Франшвилле (близ Лиона) во Франции.

## Труды
- Денис Фонвизин: Россия эпохи Просвещения (Докторская диссертация). М: Прометей, 1994. 510 с. ISBN 5-7042-0741-3
- Руководство по русскому ударению
- Практика русского разговорного языка"[2]
- Автобиография рядового иезуита[3].